# Holster (Einheit)
Holster war ein belgisches Volumenmaß für Getreide. Es gehörte zu den älteren Maßen.
- 1 Holster = 1/2 Rasière[1] = 24,3792 Liter